# Kennzeichenmissbrauch

Die FE-Schrift wurde eingeführt, um die Verfälschung der Kennzeichen zu erschweren

Der Kennzeichenmissbrauch, nach dem Recht Deutschlands eine Verkehrsstraftat (Vergehen) gemäß § 22 Straßenverkehrsgesetz (StVG),  schützt als Rechtsgut die zuverlässige und eindeutige Zuordnung eines (zulassungspflichtigen) Kraftfahrzeuges zu einem Fahrzeughalter. Kennzeichenmissbrauch ist ein Auffangtatbestand zur Urkundenfälschung und wird relativ selten angewandt (siehe Subsidiarität).

## Tatbestände
Der Absatz 1 stellt die Herstellung des täuschenden Zustandes unter Strafe. Absatz 2 gilt für die missbräuchliche Verwendung. Gefordert wird ein Gebrauch des ge- oder verfälschten Kennzeichens im Rechtsverkehr (Recht). Zumindest für die Strafbarkeit nach Absatz 2 ist es erforderlich, dass das ge- oder verfälschte Kennzeichen auch geeignet ist, im Rechtsverkehr falschen Beweis zu erbringen. Ferner ist eine Täuschungsabsicht erforderlich, die über den Vorsatz der Kennzeichnung, Verwendung etc. hinausgeht.
Die Strafvorschrift sieht folgende Tatbestände vor:

### Herstellung des täuschenden Zustandes
Im Absatz 1 werden drei Formen unter Strafe gestellt:
- Das Anbringen eines falschen Kennzeichens an ein nicht zugelassenes Fahrzeug (Kfz oder Anhänger), um den Anschein einer amtlichen Zulassung hervorzurufen (Abs. 1 Nr. 1)
- Austausch mit einem anderen Kennzeichen (Abs. 1 Nr. 2)
- Beeinträchtigung der Erkennbarkeit, Veränderung oder Entfernung (Abs. 1 Nr. 3)

### Gebrauch eines falsch gekennzeichneten Kfz
Im Absatz 2 wird der Gebrauch (das Führen) eines ge- oder verfälschten Kennzeichens im öffentlichen Verkehr unter Strafe gestellt.

## Täterschaft
Das Delikt kann seitens des Fahrzeugführers, des -halters oder einer anderen Person, die die tatsächliche Gewalt über das Kraftfahrzeug ausübt, begangen werden. Versicherungskennzeichen fallen nicht hierunter, da diese Fahrzeuge keiner individuellen amtlichen Zulassung bedürfen.

## Folgen
Als Strafe sieht § 22 StVG Geldstrafe oder Freiheitsstrafe bis zu einem Jahr vor.
Bei einer rechtskräftigen Verurteilung werden drei Punkte im Fahreignungsregister des Kraftfahrt-Bundesamtes eingetragen, sofern im Urteil die Fahrerlaubnis entzogen oder eine isolierte Sperre verhängt wird. Wird im Urteil ein Fahrverbot verhängt, werden zwei Punkte eingetragen.

## Rechtsprechung
Die Benutzung eines Phantasiekennzeichens ist ebenso strafbar wie das Anbringen eines echten Kfz-Kennzeichens an andere Fahrzeuge. Auch das Entfernen des Kennzeichens, das Verändern der Zahlen und Buchstaben, ihr Verdecken oder Unleserlichmachen (etwa durch den Betrieb einer Gegenblitzanlage oder durch ein Anbringen von Deckfolien) sind verboten. Dabei muss das Kraftfahrzeug oder der Anhänger nicht betrieben werden, es reicht bereits ein Parken oder ein Schieben auf öffentlichem Verkehrsgrund.
Auch das Ausschalten oder Manipulieren der Kennzeichenbeleuchtung kann als Kennzeichenmissbrauch gewertet werden.
Siehe hierzu Hauptartikel: Kennzeichenbeleuchtung

## Subsidiarität
Liegt ein Vergehen der Urkundenfälschung vor, weil zur Täuschung ein abgestempeltes Kennzeichen verwendet wird, wobei das Kennzeichen eine „zusammengesetzte Urkunde“ mit dem Kraftfahrzeug bildet (Verbundenheit des Schildes mit dem Fahrzeug, z. B. verschraubt), tritt die Strafbarkeit nach § 22 StVG hinter die schwerere Strafdrohung der Urkundenfälschung nach § 267 StGB zurück.